# 夜想曲第21番 (ショパン)
夜想曲第21番 ハ短調 KK. IVb-8（遺作）は、フレデリック・ショパンが作曲したピアノのための夜想曲。最晩年に作曲されたと考えられている（後述）。

## 概要
初版は、ショパンによるこの夜想曲の自筆草稿（裏面に『ワルツ第19番 イ短調 KK. IVb-11』のスケッチ）と製版用自筆譜、『ワルツ イ短調』の清書譜を所持していたシャルロット・ド・ロチルドが私家版で出版した「ナタニエル・ド・ロチルド男爵夫人によるピアノのための4つの小品」（パリ、ジャック・マオ社）であり、前述の製版用自筆譜が第1曲『夜想曲』と、『ワルツ イ短調』の清書譜が第3曲『ワルツ』と一致する。第2曲『ポルカ ハ短調』、第4曲『ワルツ ヘ短調』と一致するショパンの手稿譜は見つかっていない。ジャン＝ジャック・エーゲルディンゲルは、1847年にショパンがシャルロットの父ジェムス・ド・ロチルド男爵のフェリエール宮殿滞在中にシャルロットに作曲の手ほどきをしていたときに書かれた作品であり、この作品を含む「4つの小品」が1870年から1872年に出版されたと推定した。1872年には「4つの小品」のうち第3曲と第4曲の編曲が「ナタニエル・ド・ロチルド男爵夫人によるピアノとチェロのための2つの小品」（パリ、ジャック・マオ社）として私家版で出版され、オーギュスト・フランショームに献呈された。シャルロット・ド・ロチルドの死後、所持していた自筆譜は1901年に遺族によりパリ国立音楽院図書館に寄贈され、1964年以降はフランス国立図書館音楽部門の所蔵となった。そのほかにワルシャワのフリデリク・ショパン博物館に自筆草稿が所蔵されている。ショパンの作品としては、1938年にルドヴィク・ブロナルスキの手によって「ラルゴ 変ホ長調（KK. IVb-5）」と組み合わされた「夜想曲（ハ短調）とラルゴ（変ホ長調）」としてワルシャワのポーランド音楽出版協会から初めて出版された。
作曲年代は諸説あり、ブロナルスキはこの作品の書法や形式が単純である点や、創意にやや欠ける点があることから晩年のスタイルによるものではないと判断し、ショパンがまだワルシャワにいた時代、すなわち1830年代以前の若い時期のものと見做した。これはショパン研究者であるズジスワフ・ヤヒメツキの1825年説やブロニスワフ・エドワード・シドウの1827年説に受け継がれた。その後、モーリス・ブラウンによって1837年の作品であるという説が出され、ブラウンはこの曲が本来は作品32に含まれるべき1曲として書かれながら最終的に削除されたものと考えたが、後にブラウンのショパン研究に様々な問題点が指摘されるようになってからはこの1837年説も疑問視されるようになった。そしてその後、新しい批判原典版として出版されたショパン作品全集（ナショナル・エディション）において、校訂者であるヤン・エキエルによって最晩年の作品である可能性が強いという見解が出された。パリ国立図書館に所蔵される以前にこの曲の手稿がロスチャイルド家に所蔵されていたことから、ショパンがロスチャイルド家と知り合う以前のワルシャワ時代の作品とは考えにくいこと、そして自筆譜に用いられた五線紙の種類が主に後期の1845年から1846年に用いていたものであることなどが理由である。エキエルはこれ以前にも、ウィーン原典版の「夜想曲集」においてすでに1847年から1848年の作品であるとしており、病状が悪化して創作もままならなくなった晩年の状態が曲に反映されていると考えられる点や、最晩年のショパンの残した手稿は夜想曲とワルツだけだとするフランツ・リストの証言などを挙げている。
自筆譜には第14小節のクレッシェンド記号と第26、42小節のアクセント記号以外の速度記号や発想記号、強弱が書き込まれていないため、推敲できないままに終わったスケッチと見なされている。

## 曲の構成

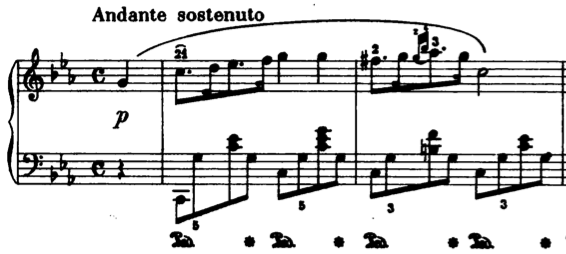
冒頭部分

ハ短調、演奏記号なし（パデレフスキ版ではアンダンテ・ソステヌート）、4分の4拍子、複合二部形式。
左手の広い音域の伴奏上に、マジャール音階を移した進行のメロディが流れるが、このメロディは後半では再現されない。随所に7度のパッセージをいれて単調さを避けている。

## 備考
- 2006年、テレビドラマ『奇跡の夫婦愛スペシャル・第一夜・虹を架ける王妃』でこの曲が繰り返し流された。